# Mädler (Mondkrater)
Mädler ist ein Einschlagkrater auf der südlichen Hemisphäre des Erdmondes.
Er liegt in einem Mare, das den Sinus Asperitatis im Norden mit dem Mare Nectaris im Südosten verbindet. Im Westen befindet sich der auffallende Krater Theophilus, und Mädler liegt inmitten von dessen äußeren Wallausläufern.
Der Kraterrand von Mädler ist unregelmäßig und in seiner Form etwas in die Länge gezogen. Der Kraterboden wird von einer Hügelkette durchzogen, an die sich ein niedriger Zentralgipfel anlehnt.
Östlich des Kraters zeigen sich strahlenförmige Markierungen, die im Nordosten eine ringförmige Struktur einschließen.
| Buchstabe | Position           | Durchmesser | Link |
| --------- | ------------------ | ----------- | ---- |
| A         | 9,57° S, 29,76° O  | 5 km        |      |
| D         | 12,69° S, 31,13° O | 4 km        |      |